# Marie Dominique Luizet
 Marie Dominique Luizet (1852 - 1930) fou una botànica francesa.

## Epònims
Les següents espècies foren anomenades en honor seu:
- (Orchidaceae) Ophrys luizetii E.G.Camus[2]
- (Orchidaceae) × Orchidactyla luizetiana (E.G.Camus) Borsos & Soó[3]
- (Ranunculaceae) Ranunculus × luizetii Rouy[4]
- (Saxifragaceae) Saxifraga luizetii Sennen[5]
- (Saxifragaceae) Saxifraga luizetiana Emb. & Maire[6]

## Rerferències
1. ↑  Es poden consultar els tàxons descrits per aquest autor a International Plant Names Index (anglès)
2. ↑  Bull. Soc. Bot. France 38: 39, 43, hybr. 1891 (IK)
3. ↑  Ann. Univ. Sci. Budapest. Rolando Eotvos, Sect. Biol. viii. 316. 1966 (IK)
4. ↑  Bull. Soc. Bot. France 40: 215. 1893 (IK)
5. ↑  Bull. Soc. Bot. France 73: 650. 1927 [1926 publ. 1927] ; et in Bol. Soc. Iber. 1928, 27: 71 (IK)
6. ↑  Emberger & Maire in Bull. Soc. Sc. Nat. Maroc xi. Nos. 4-6, 99. 1931 (IK)